# Titolo derivativo
Si ha acquisto a titolo derivativo-traslativo quando si acquista un bene il cui diritto di proprietà è già spettante a un precedente proprietario.
Ricorre quando il bene è dal suo precedente proprietario (dante causa) trasferita a un nuovo proprietario (avente causa). L'acquisto, in questo caso, si sostanzia in un vero e proprio fenomeno successorio che, proprio per le sue caratteristiche, fa subentrare il nuovo proprietario nella medesima situazione di diritto del precedente.
L'essenza dell'acquisto a titolo derivativo sta nel fatto che l'avente causa acquista la proprietà del bene solo se e solo come il dante causa ne era proprietario. Questo perché, nessun titolare di diritto di proprietà può alienare un diritto superiore, per ampiezza o contenuto, a quello di cui è effettivamente proprietario. Vale l'antico brocardo di Ulpiano, secondo il quale «nemo plus iuris ad alium transferre potest quam ipse habet» (dal latino: nessuno può trasferire ad altri più diritti di quanti detenga).
La successione potrà essere:
- mortis causa (ossia a causa di morte), in caso di decesso del precedente proprietario e acquisto da parte dell'erede designato
- inter vivos (ossia con atto fra vivi) in caso, ad esempio, di contratto di compravendita, di donazione, di permuta, ecc.

L'acquisto a titolo derivativo può essere derivativo-traslativo oppure derivativo-costitutivo. Nel primo caso vi è identità tra la situazione giuridica oggetto dell'acquisto e quella sussistente in capo al dante causa. Nel secondo caso, invece, non sussiste questa identità: viene creata e trasferita all'avente causa una situazione giuridica nuova, che rappresenta una "componente" della situazione giuridica più ampia di cui è titolare il dante causa.